# Classic Reproductions
Classic Reproductions, zunächst Sandwood Automotive, war ein britischer Hersteller von Automobilen.

## Unternehmensgeschichte
Terry Sands, der zuvor Muscle City leitete, gründete 1983 das Unternehmen Sandwood Automotive in Birmingham. Er begann mit der Produktion von Automobilen und Kits. Der Markenname lautete Sandwood. 1984 erfolgte eine Umbenennung in Classic Reproduction und der Umzug nach Tamworth in der Grafschaft Staffordshire. Im gleichen Jahr endete die Produktion. Sands gründete zusammen mit Bill Cook Sheldonhurst in Tyseley bei Birmingham.

## Fahrzeuge
Der Californian erschien 1983 und wurde 1984 vom Speedster ergänzt. Dies waren Nachbildungen des Porsche 356. Die Basis bildete wahlweise das Fahrgestell vom VW Käfer mit Heckmotor oder ein selbst entwickeltes Fahrgestell für den Boxermotor vom Alfa Romeo Alfasud.
Der Gofer (in der Literatur auch Gopher genannt) war ein Sandbahnrennwagen auf VW-Käfer-Basis, der von 1983 bis 1984 im Angebot stand.
Der Scorpione GT von 1983 ähnelte dem Avante von Avante Cars. Auch dieses Coupé hatte das Fahrgestell mit Alfa-Romeo-Motor.
Zwischen 1983 und 1984 bot das Unternehmen den XK 120 an. Diese Nachbildung des Jaguar XK 120 war zunächst ein Import aus den USA auf Basis Ford Pinto. Später hatte das Fahrzeug einen Leiterrahmen und viele Teile vom Jaguar XJ 6.
Ein Einzelstück blieb die von 1983 bis 1984 hergestellte Bugatti Type 49 Replica, eine Nachbildung eines Bugatti Type 49.
1984 erschien die Cobra, eine Nachbildung des AC Cobra. Dieses Modell war eine Weiterentwicklung der Cobra aus Sands’ vorherigem Unternehmen Muscle City. Der Vierzylindermotor kam vom MG B.
Auch der Mongoose, der aus der Zeit von Muscle City stammte, wurde 1984 wieder aufgelegt. Er war von einem Ford Modell T in Rennwagenausführung von etwa 1927 inspiriert. Die Basis bildete ein Ford Cortina. Darauf wurde eine offene zweisitzige Karosserie montiert.